# Hagberg (Welzheimer Wald)

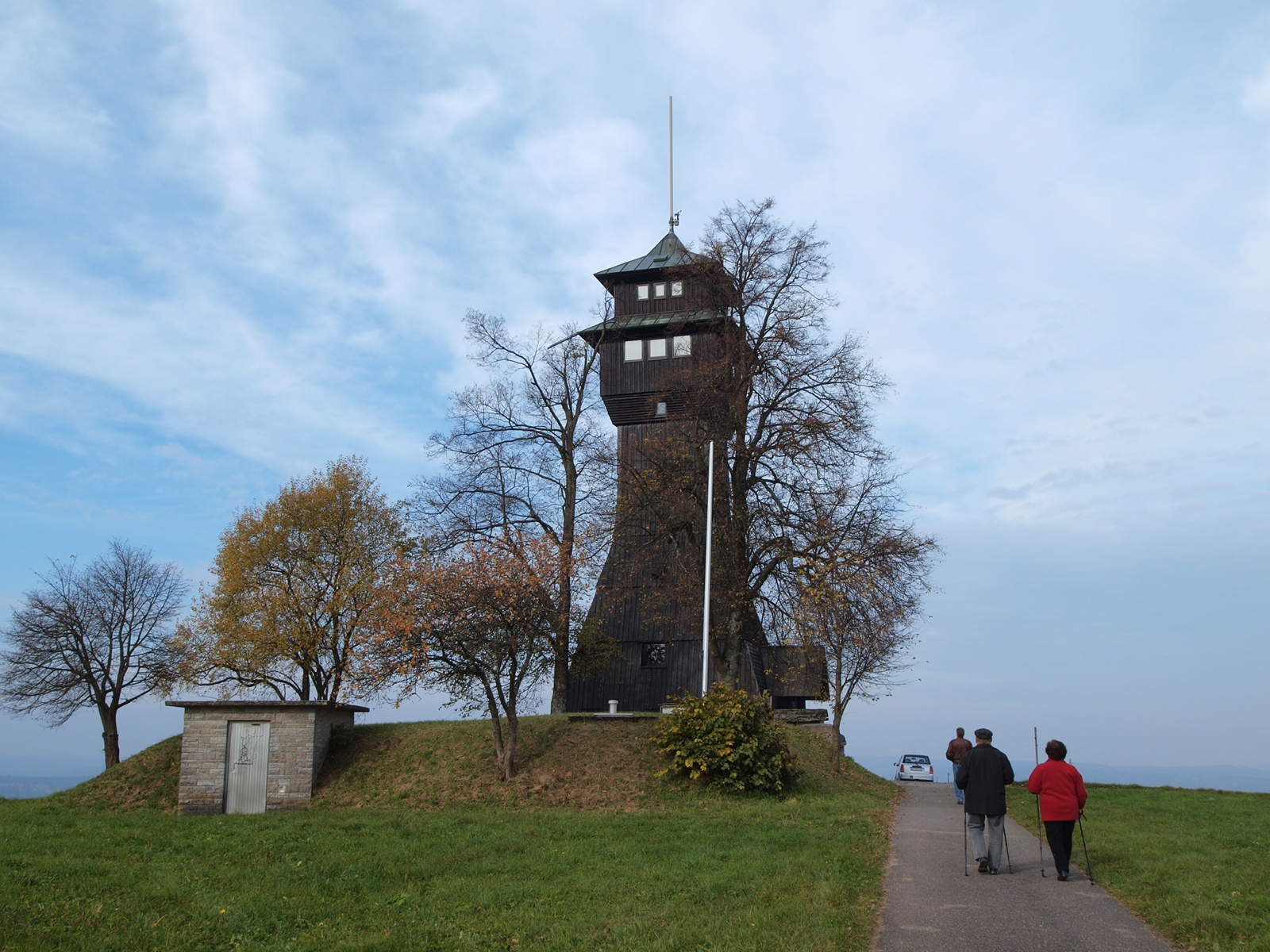
Hagbergturm

Der Hagberg ist mit 586,9 m ü. NHN der höchste Berg im Welzheimer Wald. Er liegt bei Gschwend im baden-württembergischen Ostalbkreis.
Der Berg überragt seine Umgebung weithin sichtbar. In früheren Zeiten soll er (wie z. B. auch der Asperg und der Hesselberg) Teil der Grenzlinie zwischen Schwaben und Franken gewesen sein. Auf seinem Gipfel steht der Aussichtsturm Hagbergturm.

## Geographie

### Lage
Der Hagberg erhebt sich am Nordrand des Welzheimer Waldes, der an die Schwäbisch-Fränkischen Waldberge grenzt, innerhalb des Naturparks Schwäbisch-Fränkischer Wald. Sein Gipfel liegt 2,4 km westnordwestlich des Gschwender Kernorts und 500 m ostsüdöstlich des kleinen Gschwender Dorfes Horlachen (jeweils in Luftlinie); jenseits des im Westen an Horlachen vorbeiziehenden Hagbach-Taleinschnitts steht der Gschwender Weiler Altersberg auf dem Altersberg, der nächsten großen Erhebung. Auf der Kappe des Hagbergs selbst liegen die Gschwender Weiler und Höfe Haghof und Sturmhof im Südosten und Wasserhof im Ostnordosten. Den unteren Osthang nimmt der Gschwender Weiler Hagkling ein.
Auf dem Hagberg, dessen Gipfelregion unbewaldet ist, liegen Teile des Landschaftsschutzgebiets Welzheimer Wald mit Leintal (CDDA-Nr. 325761; 1972 ausgewiesen; 54,8936 km² groß).

### Naturräumliche Zuordnung
Der Hagberg gehört in der naturräumlichen Haupteinheitengruppe Schwäbisches Keuper-Lias-Land (Nr. 10), in der Haupteinheit Schurwald und Welzheimer Wald (107) und in der Untereinheit Welzheimer Wald (107.3) zum Naturraum Hinterer Welzheimer Wald (107.32). Die Landschaft leitet nach Norden in den Naturraum Kirnberger Wald (108.30) über, der in der Haupteinheit Schwäbisch-Fränkische Waldberge (108) zur Untereinheit Waldgebiet am Mittleren Kocher (108.3) zählt.

### Geologie
Die Kappe des Hagbergs liegt im Schwarzjura, der hier am Nordrand des Welzheimer Waldes teils nur in kleinen Schichtinseln erhalten ist, wie etwa im Westen beim Altersberg (575,1 m ü. NHN), auf dem der gleichnamige Gschwender Weiler steht, oder beim Hohen Nol (564,9 m ü. NHN) östlich von Gschwend. Weiter im Süden bildet er lange und flache Rücken zwischen den meist etwa südwärts laufenden Tälern. An den Hagberg-Hängen liegt Knollenmergel (Trossingen-Formation), sonst liegt in der Umgebung überwiegend Stubensandstein (Löwenstein-Formation). Allein in der Talklinge des den Nordhang entwässernden Rauhenzainbachs werden bald tiefere Schichten des Mittelkeupers angeschnitten.

### Fließgewässer
Am Hagberg liegen die Quellen zweier Lein-Zuflüsse und eines Kocher-Zuflusses: Auf dem Osthang entspringt beim Weiler Hagkling mit dem kurzen Steinbach der linke Hauptstrang-Oberlauf der nahe Täferrot in die Lein mündenden, zunächst Obere Rot genannten „Gschwender“ Rot und vor dem Südosthang näher an Gschwend deren noch kürzerer rechter Oberlauf Wettenbach. Etwas westlich des Berges liegt beim Weiler Altersberg die Quelle des Hagbachs, eines Zuflusses der an der Voggenberger Sägmühle in die Lein mündenden Rot. Nordwestlich am Berg entspringt beim Weiler Horlachen der Rauhenzainbach, ein Zufluss der nach Unterrot in den Kocher mündenden Fichtenberger Rot. Der Abfluss aller genannten Bäche erreicht den Kocher und danach über den Neckar und den Rhein die Nordsee.

## Hagbergturm
Auf dem Gipfel des Hagbergs steht der 23 m hohe Hagbergturm, ein Aussichtsturm, welcher ursprünglich 1901 erbaut wurde; nach Sanierungsbedarf wurde der jetzige Turm 1980 in derselben Form neu errichtet. Vom Turm fällt der Blick in die Schwäbisch-Fränkischen Waldberge, in den Welzheimer Wald, in das Gemeindegebiet von Gschwend sowie unter anderem nach Stuttgart und zur Schwäbischen Alb.

## Verkehr und Wandern
Etwas südlich bis südöstlich vorbei am Hagberg verläuft von Welzheim nach Gschwend die Landesstraße 1080 (Gschwender/Welzheimer Straße). Von dieser Straße zweigt vor Gschwend eine schmale Straße ab, die im Gebiet der Gemeinde Gschwend durch Hag-, Sturm- und Wasserhof sowie östlich und nördlich vorbei an der Gipfelregion nach Horlachen führt. Sie stößt westlich des Berges auf die Kreisstraße 3251, die von Altersberg unmittelbar vorbei an Horlachen zur L 1080 verläuft. An der die Gipfelregion passierenden Gemeindestraße liegt am Westrand von Sturmhof ein kleiner Parkplatz; von dort sind etwa 500 m Wegs in nordwestlicher Richtung durch Haghof zum Berggipfel. Südwestlich über die gipfelnahen Hochlagen des Berges verläuft der Main-Neckar-Rhein-Weg.